# Indicateur de risque
L’indicateur de risque (Summary Risk Indicator, « indicateur résumant les risques », abrégé SRI) est une évaluation des produits financiers sur une échelle de 1 à 7 quant à la volatilité des fonds investis. Cette évaluation est imposée par la règlementation européenne sur les produits d’investissements de vente groupée et fondés sur l’assurance (Packaged Retail and Insurance-based Investment Products, PRIIPS) qui définit comment elle doit être réalisée puis diffusée.

## Historique
La méthode de calcul d’un indicateur de risque et de rendement (synthetic risk and reward indicator, SRRI) est défini en 2010 par l’Autorité européenne des marchés financiers,.
Après une décision du parlement européen de janvier 2021, l’indicateur de résumé des risques (Summary Risk Indicator, SRI) remplace le SRRI en janvier 2023,.

## Limites
La comparaison des risques n’implique pas une proportionnalité des résultats. De plus, la volatilité d’un produit peut évoluer dans le temps : le niveau de risque peut changer même après la contractualisation.